# Acalypha lancetillae
Acalypha lancetillae är en törelväxtart som beskrevs av Paul Carpenter Standley. Acalypha lancetillae ingår i släktet akalyfor, och familjen törelväxter. Inga underarter finns listade i Catalogue of Life.